# Raptor (Gardaland)
Raptor – stalowa kolejka górska zbudowana w parku rozrywki Gardaland we Włoszech przez firmę Bolliger & Mabillard.
Jest to pierwsza kolejka firmy B&M typu Wing Coaster, której charakterystycznym elementem są pociągi o fotelach, w których siedzą pasażerowie, położonych po bokach toru, zamiast nad lub pod nim. Kolejka została zbudowana na miejscu atrakcji Tunga The Apeman i jest siódmym z kolei roller coasterem w parku.

## Opis przejazdu
Pociąg opuszcza stację, wykonuje skręt w lewo o 90° i rozpoczyna wjazd na pierwsze wzniesienie o wysokości 33 m. Następnie pociąg zjeżdża ze wzniesienia pod kątem 65°, wykonuje skręt w lewo o 180° z jednoczesnym wzniesieniem, pokonuje pierwszą inwersję – korkociąg, skręca w lewo o 90°, pokonuje niewielkie wzniesienie, wykonuje skręt w lewo o 180° i pokonuje drugą inwersję – zero-g-roll. Następnie skręca w prawo, wznosi się nieco, skręca w lewo o 90° i przejeżdża powoli przez ostatnią inwersję – in-line twist, po czym zostaje wyhamowany i wraca na stację.

## Tematyzacja
Tematem przewodnim kolejki Raptor jest laboratorium przypominające wystrojem scenerię z gier Half-Life, w którym prowadzone są badania nad dinozaurami. Charakterystycznym elementem wystroju są dekoracje zlokalizowane blisko toru, dzięki czemu pasażerowie odczuwają zagrożenie pozorną możliwością zderzenia. Przejazdowi pociągu towarzyszą efekty wodne w postaci fontann zsynchronizowanych z pociągiem.